# Faune de l'Arctique
La faune de l'Arctique est caractérisée par son adaptation aux conditions arides sévissant au-delà du cercle polaire arctique, avec même des organismes (ex : tardigrades) qui semblent pouvoir être congelés et décongelés sans dommage.

## Localisation
Les parties terrestres de l'Arctique forment un cercle autour du pôle de plus de huit millions de km2, soit 6 % des terres émergées et sont réparties entre les pays arctiques que sont la Russie, le Canada, les États-Unis (l'Alaska), le Groenland (province autonome du Danemark), l'Islande, la Norvège, la Suède et la Finlande. C'est la plus vaste étendue sauvage de la planète, jugée froide, désolée et hostile par les premiers explorateurs  comme Elisha Kent Kane en 1855 ou le missionnaire anglais S.K. Hutton (« Désert nu et morne »), mais nommée par les Inuits nuniassiaq « la Belle Terre ».

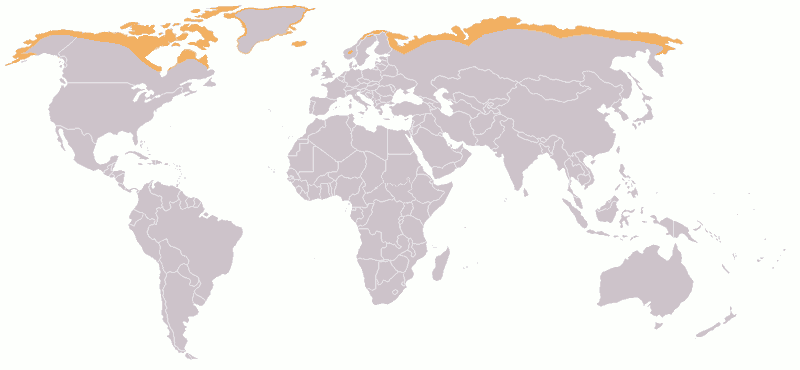
Carte de la toundra arctique

## État de la faune, pressions et menaces sur les écosystèmes et les espèces
Bien qu'apparemment désert, l'Arctique abrite sous ses glaces et sur les fonds marins une riche faune aquatique et divers oiseaux marins ou migrateurs des zones humides qui se forment en été. On trouve aussi dans certaines zones rocheuses émergées de l'Arctique et surtout de la zone dite subarctique , et dans les toundras et tourbières une faune terrestre adaptée à ces milieux, probablement plus diversifiée que ce qui est aujourd'hui estimé, car encore mal inventoriée et méconnue. Les mollusques, ou quelques groupes au sein des coléoptères ou des araignées y ont été étudiés, mais l'accès à cette faune est difficile et coûteux, ce qui explique une faible pression d'exploration et un faible échantillonnage. De plus, il y a peu de taxonomistes spécialisés dans ces milieux et les noms d'espèces et de taxons diffèrent encore parfois entre la Russie, l'Amérique du Nord et en Europe du Nord-Ouest. Si les amphibiens, les oiseaux et les mammifères sont probablement tous inventoriés, des lacunes de connaissances persistent pour d'autres groupes taxonomiques, notamment concernant les protozoaires, les nématodes, les oligochètes terrestres (Enchytraeidae notamment), les collemboles, certains acariens et insectes diptères, hyménoptères et lépidoptères.
L'Arctique accueille l'un des plus grands aéroports du monde (Anchorage), mais il est globalement géographiquement éloigné des grands centres urbains et industriels. La faune arctique et ses habitats sont pourtant paradoxalement très exposés à divers polluants et pressions humaines. Les phoques de l'Arctique comptent parmi les espèces dans le sang et la graisse desquelles on trouve les taux les plus élevés de divers polluants. Ces pollutions sont essentiellement apportées par les courants marins ou aériens. Elles sont sources de préoccupations pour l'environnement arctique. Dans quelques rares cas, la source est locale. Ainsi, le saturnisme animal et de certaines populations autochtones (au moins en Amérique du Nord) provient en grande partie de la grenaille de plomb utilisée pour la chasse (aux oies notamment, dans le cas des inuits).
S'ajoutent à cette pollution diffuse et importante les effets de la surpêche de certaines espèces, qui affecte la structure des écosystèmes marins, et indirectement certains animaux qui dépendent des poissons pour leur survie (ex : certains cétacés comme le bélouga, les pinnipèdes...).
Une partie des retombées radioactives du nuage de Tchernobyl ont été dispersées dans le Grand Nord, qui est également menacé par des fuites issues de déchets et de navires ou sous-marins immergés ou perdus par la flotte militaire russe. Selon un reportage d'Arte diffusé en avril 2013 « Des milliers de caissons métalliques, dix-neuf navires chargés de déchets radioactifs, quatorze réacteurs, et, surtout, trois sous-marins nucléaires(...) reposent au fond de l’océan Arctique – première zone de pêche au cabillaud du globe. Les parties métalliques rouillent, l’eau salée ronge le béton et des particules radioactives s’échappent des épaves ». Selon le reportage, il est encore difficile d'aborder ce sujet en Russie, malgré un rapport du ministère russe de l'Environnement qui, en 2011, estimait nécessaire de construire (avant 2014) et sous l'eau des « sarcophages » de béton pour isoler deux sous-marins dont les réacteurs risquent de fuir bientôt.
Les mammifères tels que les cétacés, phoques, morses et ours subissent la bioaccumulation et bioconcentration de polluants dans le réseau trophique et nombre d'entre eux (ours polaire notamment) et l'environnement arctique dans son ensemble pourraient par ailleurs être malmenés par le dérèglement climatique. La fonte de la calotte polaire semble se produire beaucoup plus rapidement au nord que dans l'Antarctique. Elle prive des animaux comme l'ours polaire d'une partie de son habitat, mais pourrait aussi faciliter la diffusion de microbes et de parasites et par suite d'épidémies et de zoonoses pouvant affecter les animaux, mais aussi toucher l'Homme.

## Faune terrestre
La faune terrestre est la faune de la toundra qui n'existe pratiquement que dans l'hémisphère nord. L'écosystème de la toundra a pour particularité l'existence d'une strate végétale unique : une strate basse composée d'herbacées, principalement de lichens, et de plantes sous-frutescentes.
La toundra est l'un des quatorze grands biomes terrestres.

### Insectes

#### Papillons
Le Nacré polaire Clossinia polaris et le Nacré lapon Clossinia chariclea sont circumpolaires. Le Moiré polaire Erebia polaris, le Chamoisé fascié Oeneis norma, le Chamoisé boréal Oeneis bore, le Chamoisé lapon Oeneis jutta, sont résidents uniquement en Europe et Asie arctiques. Le Moiré lapon Erebia embla, le Moiré boréal Erebia disa et le Nacré de l'orcette Clossinia frigga résident en Scandinavie jusque dans sa partie arctique.
D'autres sont résidents uniquement dans l'Arctique et dans des zones de haute montagne dans le reste du monde. C'est le cas de l'Azuré des soldanelles Agriades gladon, de l'Hespérie de Wallengren Pyrgus andromedae, de la Gorgone Lasiommata petropolitana, du Moiré cendré Erebia pandrose, du Damier boréal Euphydryas iduna, du Nacré noirâtre Clossinia thore, le Nacré des renouées Boloria napaea. Le Nacré polaire Clossiana polaris réside aussi bien en Scandinavie et en Mongolie que dans les Montagnes Rocheuses.
Certains papillons à répartition plus large y sont résidents, un Pieridae, l'Ambré Colias hecla, un Lycaenidae, l'Argus vert Callophrys rubi, des Nymphalidae le Moiré blanc-fascié  Erebia ligea, la Mélitée du mélampyre dans sa sous-espèce Mellicta athalia norvegica, le Grand collier argenté Clossinia euphrosyne et le Petit collier argenté Clossinia selene, le Nacré de la canneberge Boloria aquilonaris, le Grand nacré Speyeria aglaja.
Le Cuivré commun Lycaena phlaeas, l'Azuré de la canneberge Agriades optilete, l'Hespérie de la ronce Pyrgus centaureae se limitent au sud du cercle arctique.
D'autres y sont migrateurs, comme la Piéride du chou Pieris brassicae, le Morio Nymphalis antiopa le Vulcain Vanessa atalanta et même la Belle-Dame Vanessa cardui arrivant d'Afrique.
Dans la toundra canadienne résident les espèces circumpolaires Nacré polaire Clossinia polaris, Nacré lapon Clossinia chariclea ou Boloria chariclea, Ambré Colias hecla, Colias nastes, Oeneis polixenes, Oeneis melissa et Oeneis bore.
Dans la forêt boréale canadienne résident le Tigré du Canada Papilio canadensis, la Piéride des crucifères Pieris oleracea, le Coliade intérieur Colias interior, l'Alpin à ocelles rouges Erebia mancinus, le Nordique des tourbières Oeneis jutta, l'Argynne de l'Atlantique Speyeria atlantis et le Boloria des tourbières ou Nacré de la bistorte Proclossiana eunomia. Le Polygone gracile Polygonia gracilis et l'Hespérie grisâtre Pyrgus centaureae ont une large aire de répartition comprenant la zone boréale et la zone de la cordillère arctique.
Certains migrateurs, comme en Europe, atteignent la zone boréale. Ce sont le Monarque Danaus plexippus, la Belle dame Vanessa cardui, ou sa partie la plus au sud Vanessa virginiensis, le Vulcain Vanessa atalanta et le Polygone à queue violacée Polygonia interrogationis.

### Oiseaux
Les oiseaux de mer, oiseaux des marécages et oiseaux terrestres présents dans les régions arctiques représentent de 241 espèces (2,8 % des oiseaux du monde) à 280 espèces (selon les limites géographiques retenues pour les études).
La plupart sont des migrateurs. Au Canada, alors que 80 espèces sont présentes l'été, seules 6 espèces sont sédentaires.

#### Oiseaux terrestres
Les oiseaux terrestres sont principalement des lagopèdes, des bruants, des faucons, et des hiboux.
Les lagopèdes sont le Lagopède alpin Lagopus muta, Lagopède des saules Lagopus lagopus, Lagopède à queue blanche Lagopus leucura (?), proches des gelinottes comme la Gélinotte des bois Tetrastes bonasia et la Gélinotte de Servertzov Tetrastes sewerzowi.

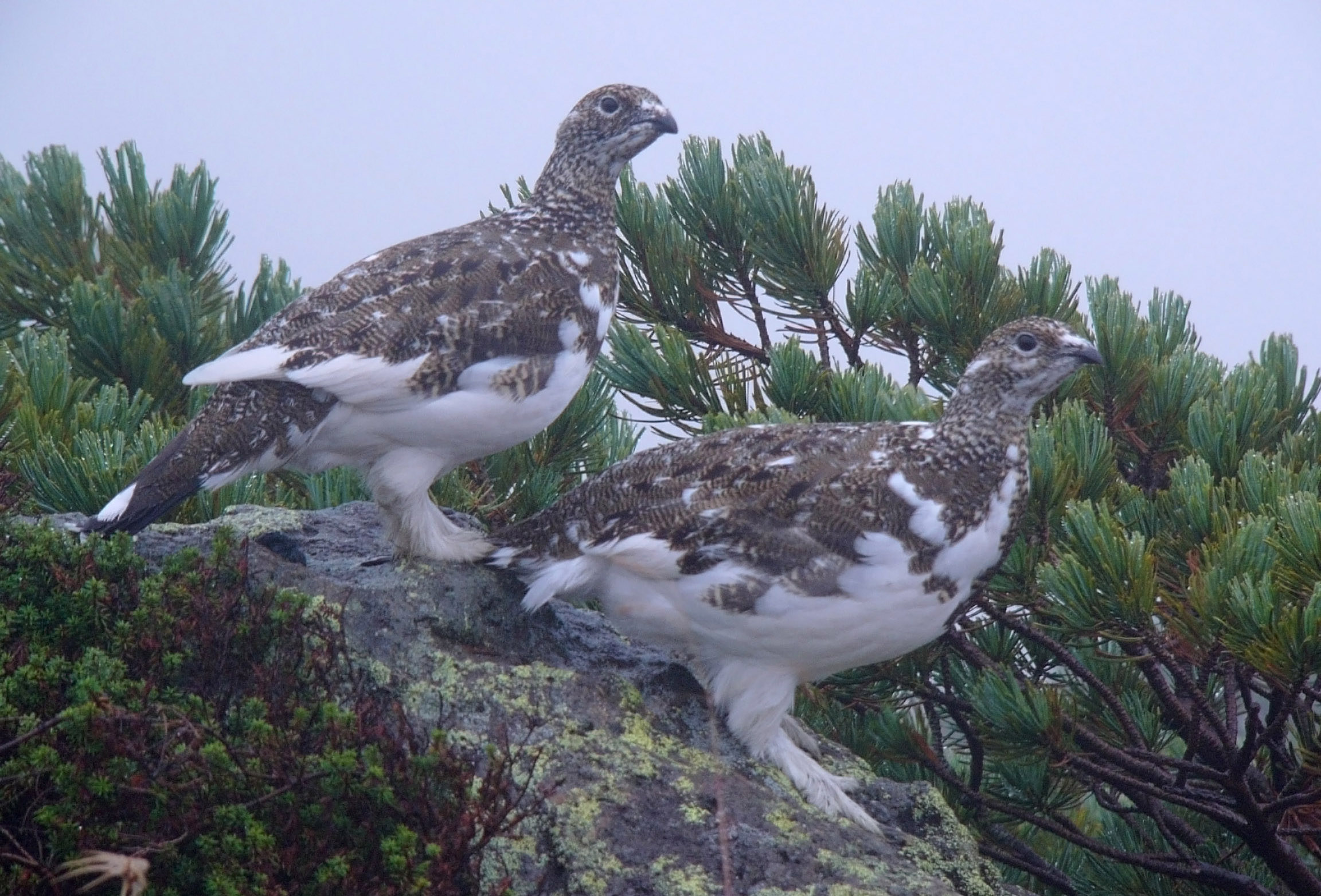
Lagopus
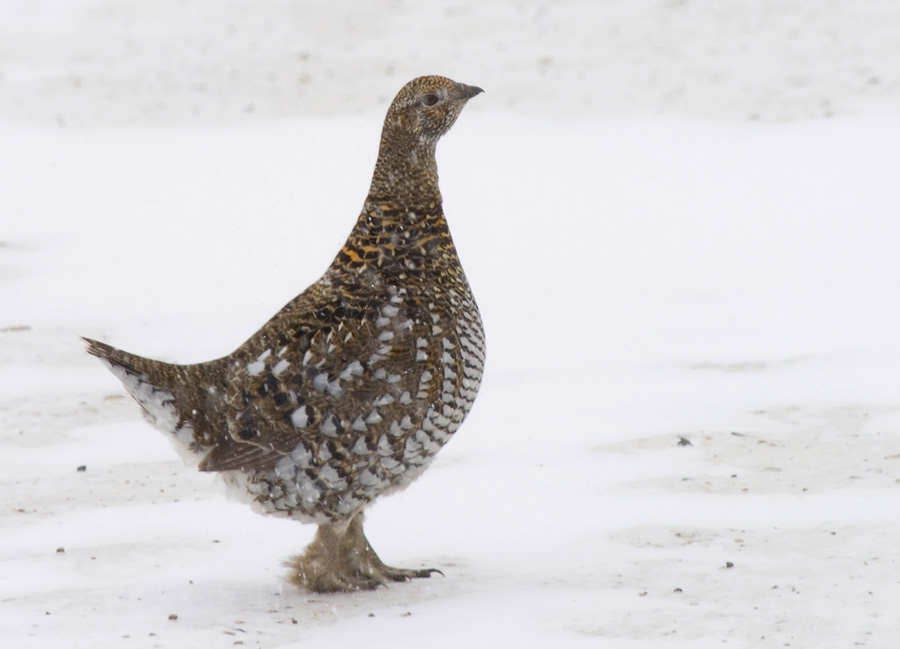
Tétras de Sibérie Falcipennis falcipennis
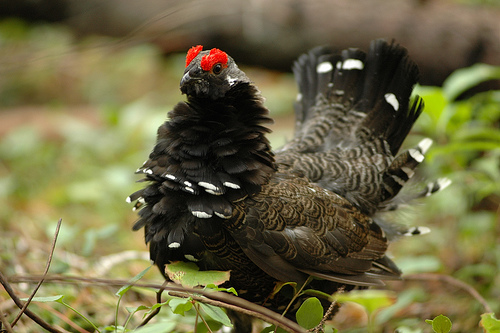
Tétras du Canada Falcipennis canadensis

Les Tetraoninae sont des tétras : Tétras de Sibérie Falcipennis falcipennis, Tétras du Canada Falcipennis canadensis, Grand Tétras Tetrao urogallus et Tétras-lyre Lyrurus tetrix.
Parmi les hiboux, l'oiseau emblématique est le Harfang des neiges Nyctea scandiaca. Les autres sont la Chouette lapone Strix nebulsa, la Chouette de l'Oural Strix uralensis, la Chouette épervière Surnia ulula et en migration le Hibou des marais Asio flamens.

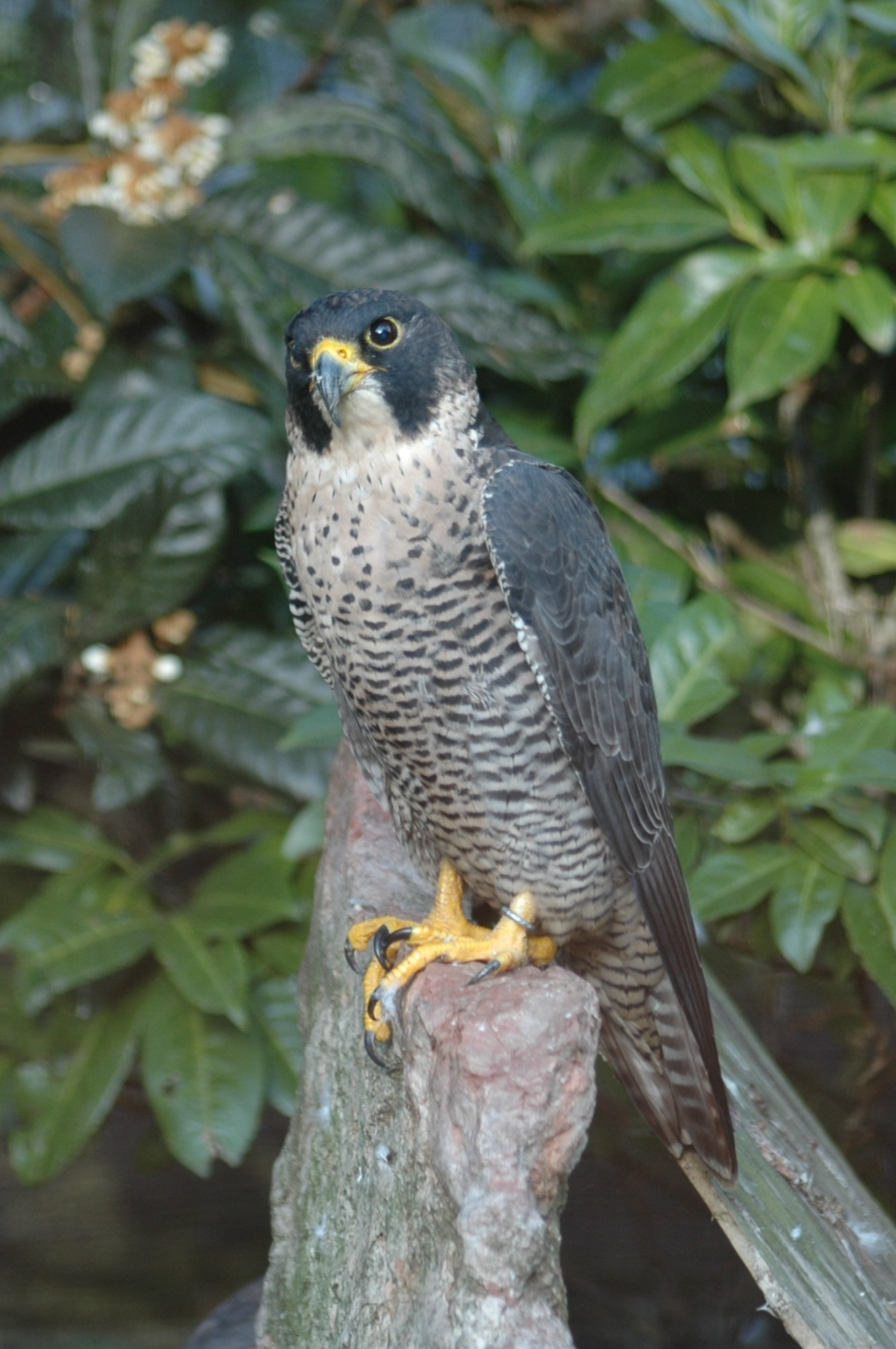
Faucon pèlerin Falco peregrinus
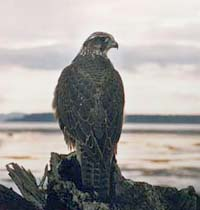
Faucon gerfaut Falco rusticolus
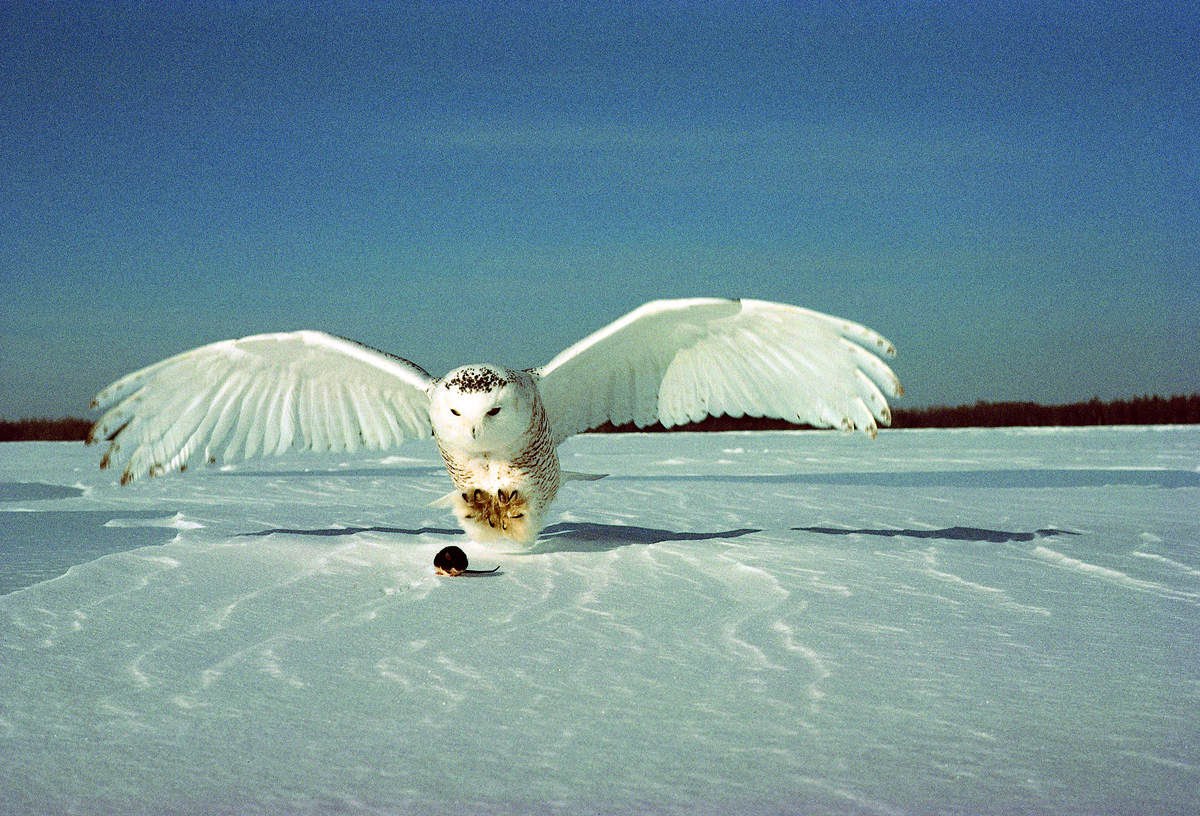
Harfang des neiges Nyctea scandiaca

Le Faucon gerfaut Falco rusticolus est résident dans la toundra alors que le faucon pèlerin Falco peregrinus et le faucon émerillon y sont migrateurs l'été et passent l'hiver à la latitude de la France et de l'Allemagne du sud. Parmi les Motacillidés, des pipits comme le pipit à dos olive Anthus hodgsoni et des bergeronnettes nichent en Europe ou en Sibérie arctiques, tout comme des Sylviidés, pouillot boréal Phylloscopus borealis et des bruants comme le bruant des neiges, le bruant nain, le bruant lapon. Le jaseur boréal y réside tout comme la mésange lapone Parus cinctus, la mésange boréale Parus montanus et le grand corbeau Corvus corax.

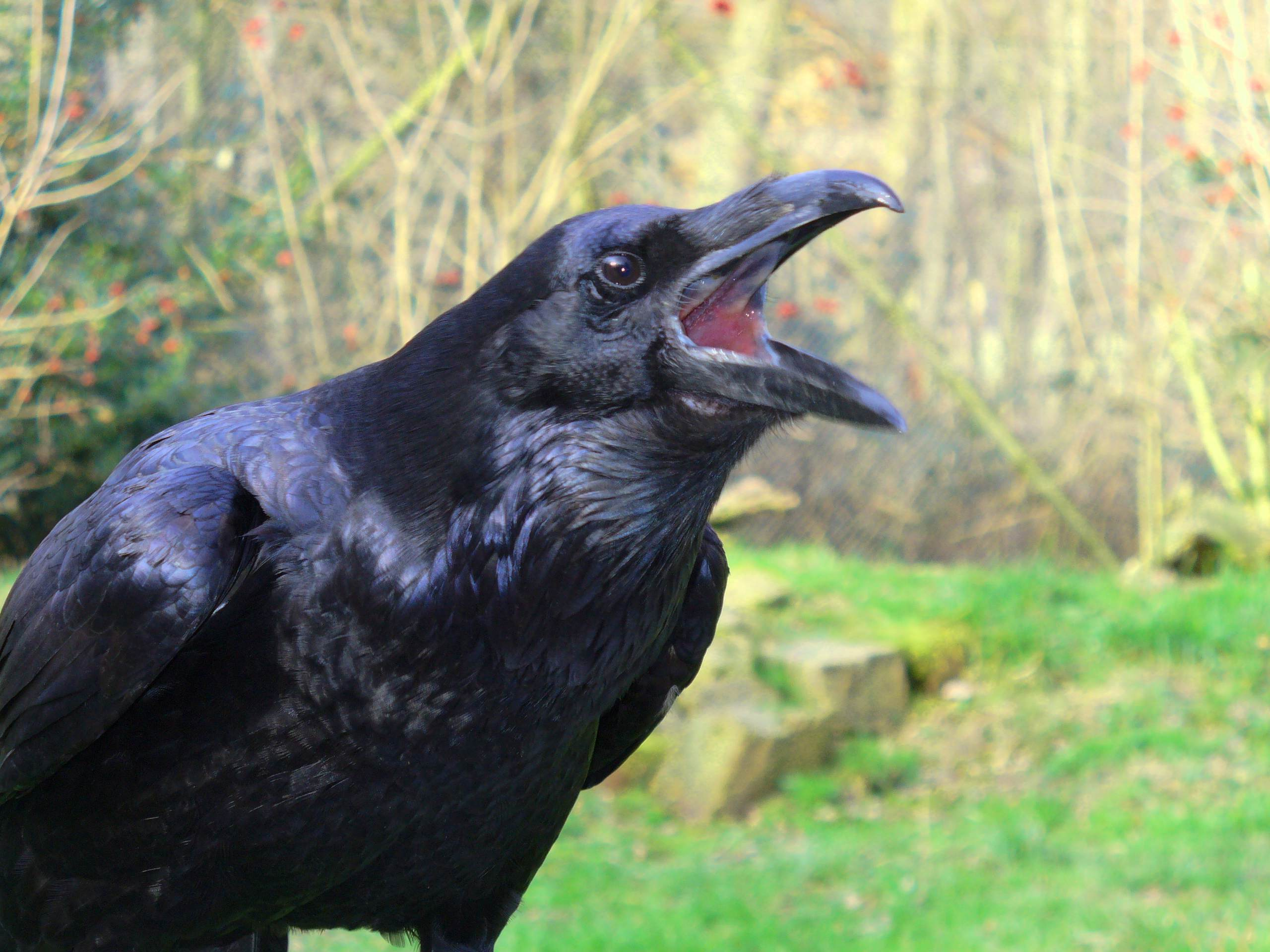
Grand Corbeau Corvus corax
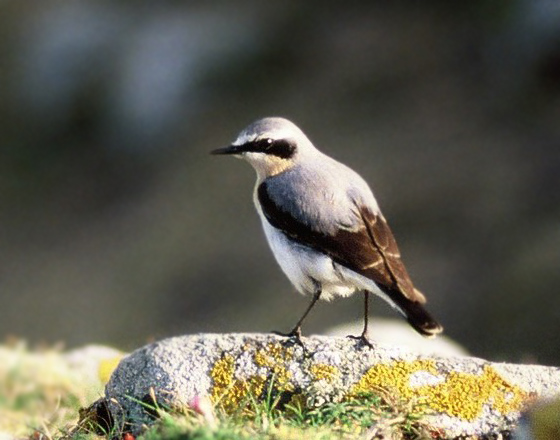
Traquet motteux Oenanthe oenanthe
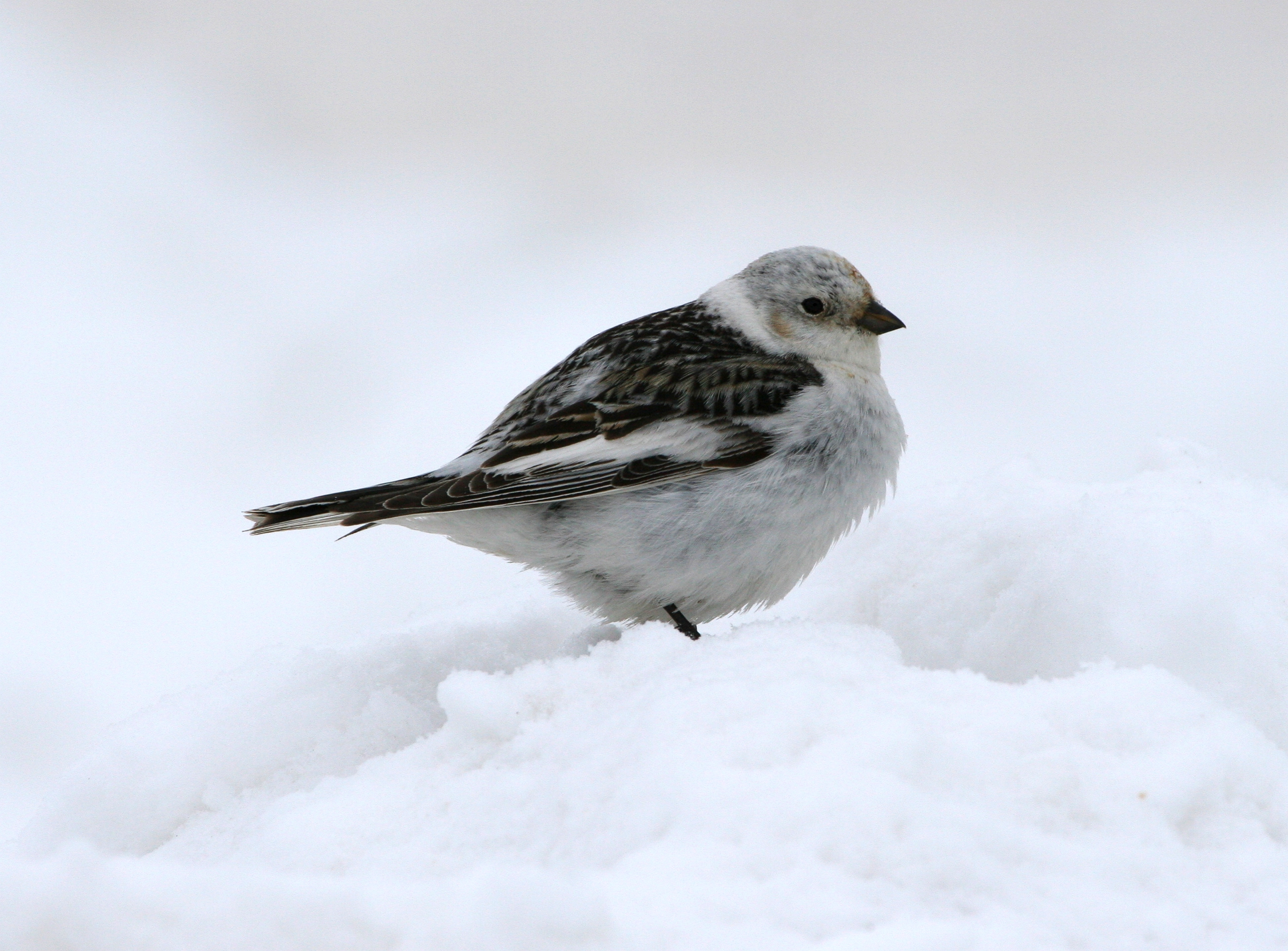
Bruant des neiges Plectrophenax nivalis

Les bergeronnettes, gorgebleues et barges rousses hivernent en Asie et migrent vers leur zone de reproduction en Alaska.

#### Oiseaux marins
Les oiseaux marins sont résidents ou migrateurs et appartiennent à divers genres.
Le Mergule nain Alle alle est un des oiseaux ayant la plus forte population. Les autres alcidés arctiques sont le Petit pingouin Alca torda, divers macareux dont le Macareux moine et guillemots dont le guillemot à miroir Cepphus grylle, le Guillemot de Kittlitz Brachyramphus brevirostris et le Guillemot de Brünnich ou Marmette de Brünnich Uria lomvia qui niche en très denses colonies sur les corniches étroites des falaises.
Les plongeons, des gaviidés, sont représentés par quatre espèces Gavia stellata circumpolaire, Gavia immer en Amérique du Nord et Islande, Gavia adamsii sur les côtes arctiques de la Russie, et Gavia arctica dans l'Arctique eurasiatique.

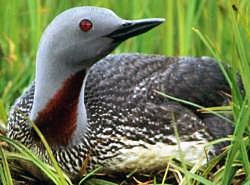
Gavia stellata
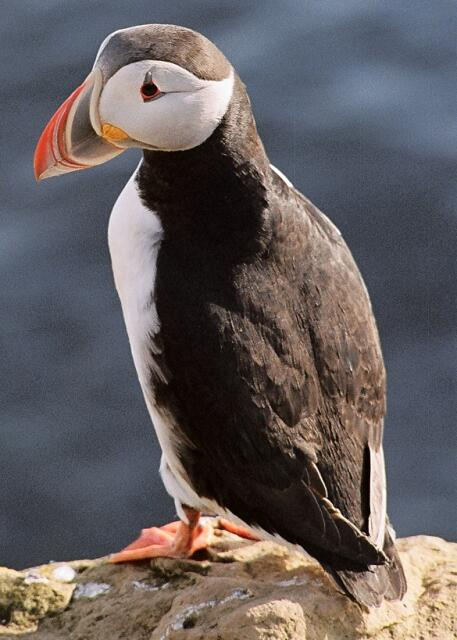
Macareux moine Fratercula arctica

Il y a aussi des pétrels, le Pétrel fulmar et le Pétrel tempête. Les mouettes sont principalement représentées par la Mouette tridactyle Rissa tridactyla, mais aussi par la mouette blanche Pagophila eburnea.
Se rencontrent également des goélands et des cormorans, les eiders, les labbes, le Labbe parasite, le Labbe pomarin, le Labbe à longue queue, le Grand labbe et les sternes. La Sterne arctique passe l'été dans l'Arctique et l'hiver dans l'Antarctique. Et les pingouins Mergules et Macareux (Macareux cornu Fratercula corniculata) sont aussi présents dans l'Arctique.

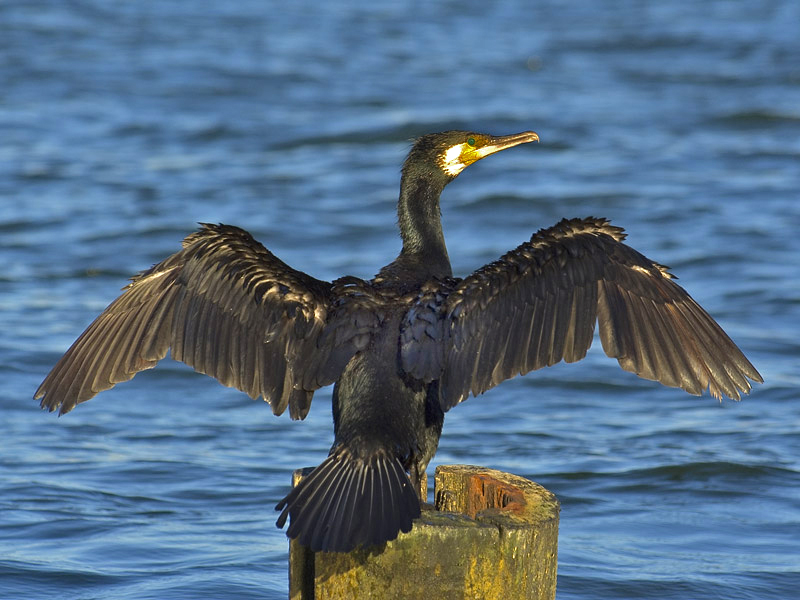
Grand Cormoran Phalacrocorax carbo
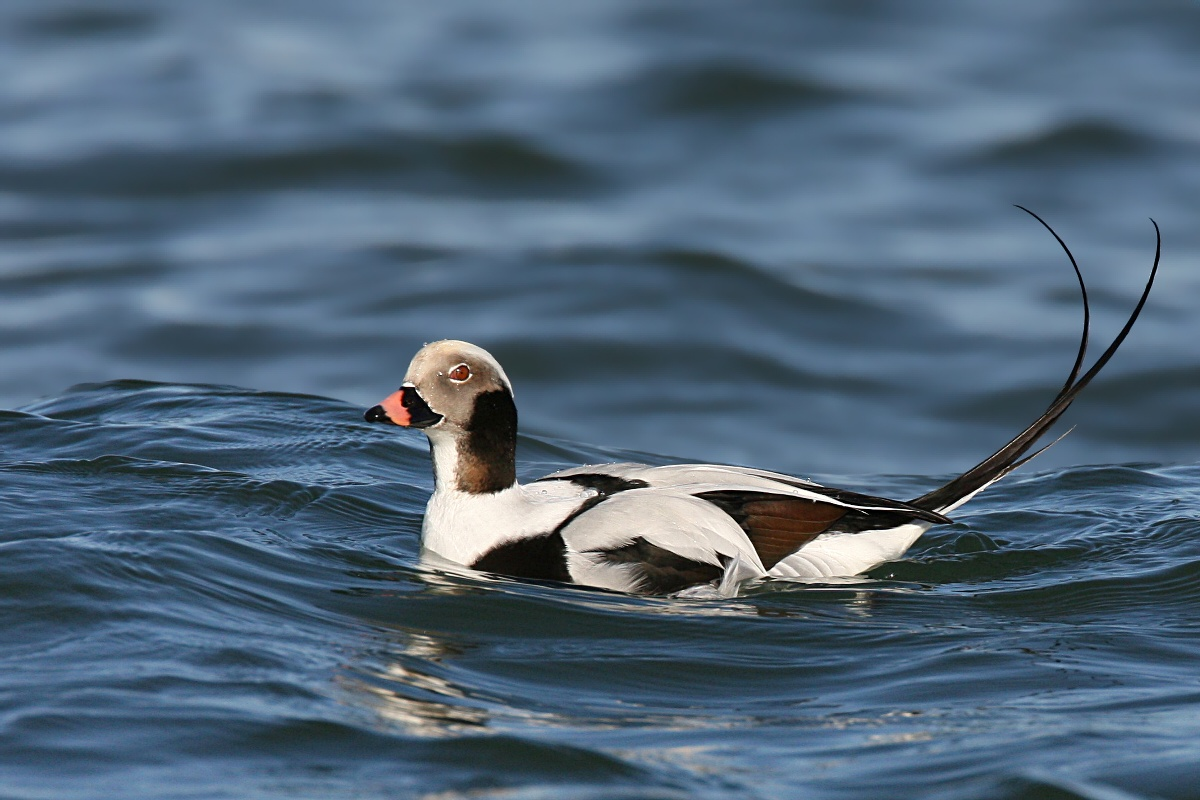
Long-tailed Duck (mâle) Clangula hyemalis

#### Autres oiseaux aquatiques
Le Pluvier doré Pluvialis apricaria, le champion des migrateurs se reproduit dans l'Arctique puis migre vers le sud, en particulier en Australie.
Parmi les douze espèces d'oies arctiques, les oies blanches hivernent aux USA puis survolent le détroit de Behring pour retourner dans leurs aires de reproduction en Sibérie. Les grues du Canada ont le même trajet migratoire.
La bernache de Hutchins Branta hutchinsii est une espèce spécifique arctique.
Les canards sont nombreux. Le plus spectaculaire est le mâle de l'Eider à tête grise Someteria spectabilis.

### Mammifères
48 espèces de mammifères sont présentes dans l'Arctique et se répartissent en petits et grands mammifères, herbivores et carnivores.
L'espèce terrestre emblématique est l'ours polaire Ursus maritimus. Le mot grec ἄρκτος (árktos) signifiant ours qui a donné son nom à l'Arctique vient toutefois non de l'animal lui-même, mais des constellations de la Grande Ourse et de la Petite Ourse, qui indiquent le pôle nord céleste. Un autre ours est présent : le Grizzly Ursus arctos.
Les loups sont représentées par plusieurs sous-espèces du loup gris Canis lupus, dans l'Eurasie arctique Canis lupus albus, en Amérique arctique le loup de la toundra Canis lupus tundrarum, le loup d'Alaska Canis lupus pambasileus  et le loup de Mackenzie Canis lupus mackenzii.
Les autres carnivores sont le lynx du Canada Lynx canadensis, le coyote Canis latrans, le renard polaire Alopex lagopus et le renard roux Vulpes vulpes, l'hermine Mustela erminea, la belette Mustela nivalis, le vison d'Amérique Mustela vison, la Loutre Lutra canadensis, la zibeline Martes zibellina et le glouton ou carcajou Gulo gulo.
Les ruminants sont le renne ou caribou Rangifer tarandus dont il existe encore plusieurs sous-espèces, en particulier le Caribou de la toundra Rangifer tarandus groenlandicus, tout comme l'orignal ou élan Alces alces et le bœuf musqué Ovibos moschatus. Sont aussi présents le mouflon de Dall Ovis dalli, et le mouflon des neiges Ovis nivicola.
Les petits mammifères sont le lièvre arctique Lepus arcticus, le lièvre d'Amérique Lepus americanus et Lepus othus, les lemmings Lemmus lemmus, Dicrostonyx hudsonius et Dicrostonyx groenlandicus, Lemmus sibericuss, Ochotona hyperborea et une marmotte Marmota broweri.
Les autres petits mammifères sont des campagnols Microtus abbreviatus, Microtus gregalis, Microtus pennsylvanicus, Clethrionomys rutilus, Clethrionomys rufocanus, Arvicola amphibius, le rat musqué Ondatra zibethicus et le porc-épic Erethizon dorsatum.

## Faune aquatique
La faune marine benthique et celle de la zone infralittorale peu profonde est un assemblage de faune marine relativement jeune (à échelle géologique des temps, et à l'échelle de l'évolution) caractérisée par des espèces d'affinités pacifique ou d'affinité atlantique mais aussi d'un nombre significatif d'espèces endémiques. Des cétacés grands migrateurs et de grande taille peuvent venir de très loin pour se nourrir du krill qui abonde dans les eaux froides.

### Mammifères marins
Ils sont nombreux, avec par exemple :
- Le morse Odobenus rosmarus.
- Les otaries sont représentées par l'otarie de Steller ou lion de mer Eumetopias jubatus et l'otarie à fourrure Callorhinus ursinus.
- Le narval Monodon monoceros dont le mâle possède une sorte de corne torsadée en ivoire.
- Le béluga ou bélouga, appelé également Dauphin blanc est un cétacé, une baleine blanche.

### Poissons
Probablement parce que l'Arctique est plus proche des grandes masses continentales et est composé d'eaux très froides permettant le développement des poissons, il abrite 416 espèces de poissons (appartenant à 96 familles), ce qui est beaucoup plus que la faune piscicole de l'Antarctique (274 espèces appartenant à « seulement » 49 familles).
Exemples :
- Omble arctique ,
- Flétan du Groenland.